# 슈퍼 히어로 타임
슈퍼 히어로 타임(일본어: スーパーヒーロータイム, 영어: Super Hero Time)은 일본의 텔레비전 방송국인 TV 아사히의 특촬물인 슈퍼 전대와 가면라이더 시리즈의 새로운 에피소드를 다룬 프로그램 방송 시간대이다. 두 시리즈 모두 수십 년의 역사를 가지고 있고 대중들의 상상 속에서 얽혀 있었다. 특히 두 시리즈 모두 만화가 이시노모리 쇼타로와 같은 제작사인 도에이가 제작했기 때문이다. 그러나 2000년까지 가면라이더 쿠우가, 구급전대 고고파이브(나중에 미래전대 타임레인저로 바뀜)와 함께 방영되지 않았다.
슈퍼 히어로 타임은 매주 일요일 아침 9시부터 10시(일본 표준시(JST) 기준)까지 방송된다. 이 방송 시간대는 올 닛폰 뉴스 네트워크(ANN)를 통해 일본 전역에 방송된다. 다른 도도부현에서는 ANN과 제휴하지 않은 다른 방송국에서 한 편 또는 두 편 모두 볼 수 있다.

## 라인업

### 2003년 9월 ~ 2017년 9월
| 첫 방송 날짜 | 첫 방송 날짜 | 7:30 JST 슈퍼 전대  | 8:00 JST 가면라이더 시리즈 |
| 연도         | 달           | 7:30 JST 슈퍼 전대  | 8:00 JST 가면라이더 시리즈 |
| ------------ | ------------ | ------------------- | -------------------------- |
| 2003년       | 9월          | 폭룡전대 아바레인저 | 가면라이더 555             |
| 2004년       | 1월          | 폭룡전대 아바레인저 | 가면라이더 블레이드        |
| 2004년       | 2월          | 특수전대 데카레인저 | 가면라이더 블레이드        |
| 2005년       | 1월          | 특수전대 데카레인저 | 가면라이더 히비키          |
| 2005년       | 2월          | 마법전대 매지레인저 | 가면라이더 히비키          |
| 2006년       | 1월          | 마법전대 매지레인저 | 가면라이더 가부토          |
| 2006년       | 2월          | 굉굉전대 보켄저     | 가면라이더 가부토          |
| 2007년       | 1월          | 굉굉전대 보켄저     | 가면라이더 덴오            |
| 2007년       | 2월          | 수권전대 게키레인저 | 가면라이더 덴오            |
| 2008년       | 1월          | 수권전대 게키레인저 | 가면라이더 키바            |
| 2008년       | 2월          | 염신전대 고온저     | 가면라이더 키바            |
| 2009년       | 1월          | 염신전대 고온저     | 가면라이더 디케이드        |
| 2009년       | 2월          | 사무라이전대 신켄저 | 가면라이더 디케이드        |
| 2009년       | 9월          | 사무라이전대 신켄저 | 가면라이더 W               |
| 2010년       | 2월          | 천장전대 고세이저   | 가면라이더 W               |
| 2010년       | 9월          | 천장전대 고세이저   | 가면라이더 OOO             |
| 2011년       | 2월          | 해적전대 고카이저   | 가면라이더 OOO             |
| 2011년       | 9월          | 해적전대 고카이저   | 가면라이더 포제            |
| 2012년       | 2월          | 특명전대 고버스터즈 | 가면라이더 포제            |
| 2012년       | 9월          | 특명전대 고버스터즈 | 가면라이더 위저드          |
| 2013년       | 2월          | 수전전대 쿄류저     | 가면라이더 위저드          |
| 2013년       | 10월         | 수전전대 쿄류저     | 가면라이더 가이무          |
| 2014년       | 2월          | 열차전대 토큐저     | 가면라이더 가이무          |
| 2014년       | 10월         | 열차전대 토큐저     | 가면라이더 드라이브        |
| 2015년       | 2월          | 수리검전대 닌닌저   | 가면라이더 드라이브        |
| 2015년       | 10월         | 수리검전대 닌닌저   | 가면라이더 고스트          |
| 2016년       | 2월          | 동물전대 주오저     | 가면라이더 고스트          |
| 2016년       | 10월         | 동물전대 주오저     | 가면라이더 이그제이드      |
| 2017년       | 2월          | 우주전대 큐레인저   | 가면라이더 이그제이드      |
| 2017년       | 9월          | 우주전대 큐레인저   | 가면라이더 빌드            |

### 2017년 10월 ~ 현재
| 첫 방송 날짜 | 첫 방송 날짜 | 9:00 JST 가면라이더 시리즈 | 9:30 JST 슈퍼 전대                          |
| 연도         | 달           | 9:00 JST 가면라이더 시리즈 | 9:30 JST 슈퍼 전대                          |
| ------------ | ------------ | -------------------------- | ------------------------------------------- |
| 2017년       | 10월         | 가면라이더 빌드            | 우주전대 큐레인저                           |
| 2018년       | 2월          | 가면라이더 빌드            | 쾌도전대 루팡레인저 vs. 경찰전대 패트레인저 |
| 2018년       | 9월          | 가면라이더 지오            | 쾌도전대 루팡레인저 vs. 경찰전대 패트레인저 |
| 2019년       | 2월          | 가면라이더 지오            | 4주 연속 스페셜 슈퍼 최강 전대 배틀         |
| 2019년       | 3월          | 가면라이더 지오            | 기사룡전대 류소저                           |
| 2019년       | 9월          | 가면라이더 제로원          | 기사룡전대 류소저                           |
| 2020년       | 3월          | 가면라이더 제로원          | 마진전대 키라메이저                         |
| 2020년       | 9월          | 가면라이더 세이버          | 마진전대 키라메이저                         |
| 2021년       | 3월          | 가면라이더 세이버          | 기계전대 젠카이저                           |
| 2021년       | 9월          | 가면라이더 리바이스        | 기계전대 젠카이저                           |
| 2022년       | 3월          | 가면라이더 리바이스        | 아바타로전대 돈브라더즈                     |
| 2022년       | 9월          | 가면라이더 기츠            | 아바타로전대 돈브라더즈                     |
| 2023년       | 3월          | 가면라이더 기츠            | 임금님전대 킹오저                           |
| 2023년       | 9월          | 가면라이더 갓챠드          | 임금님전대 킹오저                           |